# Eugene Nida
Eugene Nida (Oklahoma City, 11 de novembre de 1914 - Madrid, 25 d'agost de 2011) va ser un lingüista estatunidenc, a qui es considera pare de la teoria de l'equivalència dinàmica i formal en la traducció de la Bíblia.

## Biografia
Nida es va fer cristià quan encara era molt jove, en respondre a la crida a l'altar en la seua església «per tal d'acceptar a Crist com al meu Salvador».
Es graduà summa cum laude a la Universitat de Califòrnia el 1936. Després va assistir al campament Wycliffe, on s'ensenyava la teoria de traducció de la Bíblia. Va ser pastor durant un curt període als Indis de Tarumara a Mèxic, fins que els problemes de salut a causa d'una mala alimentació i l'altitud l'obligaren a abandonar. Durant aquest període, Nida va esdevenir membre fundador dels Wycliffe Bible Translators, una organització germana del Summer Institute of Linguistics.
El 1937, Nida va continuar els seus estudis a la Universitat del Sud de Califòrnia, on va obtenir un títol de Màster en Grec del Nou Testament. Aquest mateix any, Eugene Nida es va convertir en el pastor provisional de l'Església del Calvari en Santa Ana, Califòrnia, després que el pastor fundador dimitís el 1939. Malgrat els seus orígens conservadors, durant els següents anys, Nida es va anar dirigint cada cop més cap a l'ecumenisme i el Nou Evangeli.
El 1943 Nida va obtenir el títol de Doctor en Lingüística a la Universitat de Míchigan, va ser ordenat pastor baptista i es casà amb Althea Lucille Sprague. Els dos van estar casats fins a la mort d'ella el 1993. El 1997, Nida es casà amb la Dra. Maria Elena Fernández-Miranda, advocada, filòloga, traductora i intèrpret.
En 1968, va esdevenir president de la Societat Lingüística d'Amèrica.
Nida es va jubilar a principis dels 80, encara que va continuar donant conferències a universitats de tot el món, i va viure a Madrid, Espanya, i Brussel·les, Bèlgica. Finalment, va morir a Madrid el 25 d'agost de 2011 a l'edat de 96 anys.

## Trajectòria professional
El 1943, Nida va començar a treballar com a lingüista a la American Bible Society. Ràpidament va ascendir a ajudant de secretari de versions, per passar a ocupar el lloc de secretari executiu de traducció fins a la seva jubilació.
Nida va ser una peça clau a l'hora d'organitzar els esforços conjunts del Vaticà i les Societats Bíbliques Unides (UBS) per produir bíblies interconfessionals en traduccions arreu del món. El seu treball començà el 1968 i es va dur a terme d'acord amb el principi de traducció d'equivalència funcional de Nida.

## Teories lingüístiques i traductològiques
Nida va ser pioner en les àrees de la teoria de la traducció i la lingüística.
La seva tesi doctoral, A Synopsis of English Syntax (Sinopsi de la sintaxi anglesa), va ser la primera anàlisi exhaustiva d'una llengua majoritària, duta a terme d'acord amb la teoria dels «constituents immediats».
La seva contribució més notable a la teoria de la traducció és l'equivalència dinàmica, també coneguda amb el nom d'equivalència funcional. L'objectiu d'aquest perspectiva traductològica és el de reproduir la intenció del text original en la traducció, en lloc de traduir aquest paraula per paraula.
Nida va desenvolupar també la tècnica de l'anàlisi de components, que separava les paraules en els seues diferents components per tal de determinar l'equivalència en la traducció (per exemple, solter = [+home], [+adult], [-casat]).
La teoria de l'equivalència dinàmica i formal de Nida es contrasta sovint amb la posició dels filòlegs, que mantenen que es pot entendre el text original avaluant la interacció de les paraules dins la pàgina, i que el significat està contingut al text mateix (és a dir, molt més enfocada a la consecució de l'equivalència semàntica).
Nida i Venuti han demostrat que la traductologia és una disciplina molt més complexa del que pot parèixer a primera vista. El traductor ha de mirar més enllà del mateix text per a desconstruir en l'àmbit intratextual i descodificar en l'àmbit referencial, traduint elements, com ara el llenguatge figuratiu i els girs idiomàtics de l'original a la llengua meta, per tal d'aconseguir traslladar no sols el significat de les paraules, sinó l'efecte del text original.
En una ocasió, Nida va ser criticat per un canvi polèmic en la versió estàndard revisada de la Bíblia (revised standard version): l'eliminació de la paraula «verge» en Isaïes 7:14. No obstant això, segons assenyala Peter Thuesen en el seu llibre In Discordance with the Scriptures, en realitat Nida no formava part d'aquell projecte.

## Obres
Entre les publicacions de Nida hi ha les següents:
- Linguistic Interludes - (Glendale, CA: Summer Institute of Linguistics, 1944 (Revisada el 1947))
- The Bible Translator - (Revista fundada y dirigida per Dr. Nida, 1949-)
- Morphology: The Descriptive Analysis of Words - (University of Michigan Press, 1949)
- Message and Mission - (Harper, 1960)
- Customs, Culture and Christianity - (Tyndale Press, 1963)
- Toward a Science of Translating - (Brill, 1964)[8]
- Religion Across Cultures - (Harper, 1968)
- The Theory and Practice of Translation - (Brill, 1969, amb C.R. Taber)
- Language Structure and Translation: Essays - (Stanford University Press, 1975)
- From One Language to Another - (Nelson, 1986, amb Jan de Waard)
- The Greek-English Lexicon of the New Testament Based on Semantic Domains - (UBS, 1988, amb Louw)